# Smithton (Tasmanie)
Pour les articles homonymes, voir Smithton.
Smithton est une ville située à l'extrême nord-ouest de l'île de Tasmanie, en Australie.

## Géographie
La ville se trouve près de l'autoroute de Bass, 85 km au nord-ouest de Burnie.
Smithton est le centre administratif du Conseil de Circular Head.
La région est renommée pour la beauté naturelle de son environnement.

## Histoire
Le bureau de poste Duck River a ouvert le 1er novembre 1873 et a été rebaptisé Smithton en 1895.
En 1905, Smithton a été qualifiée de ville et l'étang de Mowbray a été asséché pour créer des pâturages destinés à la production laitière.
En 1919, le chemin de fer Stanley-Trowutta est entré en service et vers 1921 la ligne de Smithton à Irishtown a été ouverte. Vers 1922, la jonction de Myalla à Wiltshire a été réalisée, permettant le raccordement de la municipalité au réseau de l'état. Smithton High School a ouvert en 1937. En 1951, une école maternelle et l'hôpital public couronnaient le développement de la ville.
En 2018, Smithton est lauréate du concours des Tidy Towns.

## Économie
La vie économique de Smithton repose sur l'agriculture de base, consistant d'abord en production de viande de bœuf et de lait. D'autres secteurs comme la pêche, l'aquaculture, les récoltes agricoles, le bois d'œuvre et le tourisme font vivre l'économie locale.
Par sa position centrale au nord-ouest de l'État, la ville a bénéficié de l'installation d'usines de transformation. Par exemple, Greenham Tasmania, prépare de la viande de bœuf pour l'exportation vers le Japon et les États-Unis mais aussi pour le marché australien. L'usine emploie plus de 120 personnes.
McCain Foods (Australia) Pty Ltd organise le stockage de pommes de terre, fabrique et conditionne des frites surgelées. L'usine McCain fonctionne toute l'année et emploie 150 collaborateurs locaux.
Deux scieries sont ainstallées à Smithton, dirigées par Britton Bros and Ta Ann Tasmania.
Tasmanian Seafoods Pty Ltd a installé une unité de transformation d'ormeaux et une conserverie. Le siège de l'entreprise est situé dans la ville.

## Infrastructures
Smithton a prospéré ces dernières années, en dépit de son éloignement d'autres centres importants et son manque d'autoroutes[réf. nécessaire].
Le secteur éducatif est représenté par une école catholique indépendante, une école chrétienne et des écoles publiques. Saint Peter Chanel est l'école primaire catholique au service de la communauté. La Circular Head Christian School (CHCS) est l'école chrétienne locale qui prend en charge les enfants de la maternelle à l'âge de 12 ans.
En 1905, la jetée de Smithton faisait 1 200 m de long.
Le National Broadband Network a réalisé ses premiers essais à Smithton, les premiers clients étant connectés en juillet 2010. Le réseau 4G de Telstra est en service.

## Démographie
Au recensement de 2006, Smithton comptait 3 361 habitants.

## Personnalités
- Hannah Gadsby, comédienne, née à Smithson.
- Enid Lyons, première femme élue à la Chambre des représentants d'Australie, née à Smithton.